# Троицкая церковь (Пхукет)
Троицкая церковь (тайск. โบสถ์พระตรีเอกภาพ) — храм Таиландской епархии Русской православной церкви, расположенный на острове Пхукет. Административно относится к тамбону Тхепкасаттри района Тхаланг провинции Пхукет Таиланда. Самый большой в Таиланде православный храм
На территории храмового комплекса было построено здание Православного духовного училища.

## История

### Основание прихода
С 1990-х годов Таиланд стал популярным туристическим маршрутом у граждан стран бывшего СССР. Вторым по популярности туристическим маршрутом в Таиланде стал остров Пхукет (на первом месте была Паттайя). По словам игумена Олега (Черепанина), который первым стал совершать православное богослужение на Пхукете: «самый пик туристического сезона в Таиланде приходится на православное Рождество Христово. В России выходные. Многие устремляются на новогодние и рождественские праздники в теплые края. Естественно, Рождество Христово для русского православного человека особый день. Туристы атакуют администрацию отелей с просьбой организовать православную службу, хотя бы молебен, те, в свою очередь, атакуют нас».
Однако возможности официально зарегистрировать здесь приход не было, поскольку в Таиланде никто из иностранцев не обладает правом частной собственности и другими ограничениями. Это стало возможным после того, как 20 июня 2008 года тайские власти зарегистрировали православную общину в Таиланде как юридическое лицо в формате общественного фонда с названием «มูลนิธิชาวคริสต์ศาสนิกชนดั้งเดิมออร์โธด็อกซ์ในประเทศไทย» («Orthodox Christian Church in Thailand»). 24 июня того же года на первом заседании комитета Фонда Православной Церкви в Таиланде Даниил (Данай) Ванна был избран его председателем.
18 июля 2008 в городе Пхукет состоялось собрание более 30 православных верующих, проживающих в одноимённой провинции. Было принято решение об организации православного прихода на Пхукете во имя Святой Живоначальной Троицы и вхождении его в Православную Церковь Таиланда в юрисдикции Московского Патриархата. Были избраны руководящие органы прихода, принят Устав, направленный на утверждение Председателю Отдела внешних церковных связей Московского Патриархата митрополиту Смоленскому и Калининградскому Кириллу (Гундяеву).
24 августа того же года Главный офис Фонда Православной Церкви в Таиланде посетили представители администрации провинции Пхукет с целью знакомства с Православием и социальной деятельностью Фонда Православной церкви в Таиланде в связи с решением о строительстве православного храма на Пхукете во имя Святой Животворящей Троицы. 26 августа в Представительстве Русской Православной Церкви в Королевстве Таиланд состоялась встреча между руководством Фонда Православной Церкви в Таиланде, представителями Посольства России в Таиланде и другими заинтересованными лицами относительно создания российского культурного центра и школы при храме Святой Животворящей Троицы на Пхукете. По итогам встречи было решено продолжить консультации на более высоком уровне для обсуждения вопросов возможного финансирования данного проекта.
После этого Фонд Православной Церкви в Таиланде благодаря пожертвованиям местных православных верующих приобрёл в собственность участок земли размером около 4200 квадратных метров (2 рая) среди плантации каучуковых деревьев. Так как порядок в подобного рода строительстве, кроме прочего, требовал детального согласования проекта с местными органами власти, решение которых фиксировалось соответствующим постановлением губернатора провинции. 7 октября 2008 года диакон Даниил Ванна вместе с представителем Губернатора Пхукета, непосредственно готовившим постановление Губернатора по этому вопросу, выехал лично осмотреть земельный участок под строительство.
10 ноября 2008 года на острове Пхукет состоялась официальная встреча Председателя Фонда Православной Церкви в Таиланде диакона Даниила Ванна с руководством провинции Пхукет, на которой диакону Даниилу Ванна было вручено письменное свидетельство Администрации провинции об официальном разрешении на строительство на острове православного храма и использовании принадлежащей Православной Церкви в Таиланде земли под религиозные нужды. Как отмечено в документе, специальная комиссия «ознакомилась с планами деятельности Православной Церкви в Таиланде, осмотрела земельный участок, предполагаемый к строительству на нём храма, опросила жителей близлежащих домов на предмет согласия строительства рядом с ними православного храма и не нашла никаких препятствий к такому строительству». В документе особенно подчеркивается отсутствие по близости не только православных, но и вообще христианских храмов. Даниил Ванна провел также рабочие встречи в земельном и строительном департаментах администрации Пхукета. 12 декабря того же года в земельном департаменте округа Таланг состоялось вручение Свидетельства о собственности на купленную землю Фонду Православной Церкви в Таиланде.

### Строительные работы
20 декабря 2008 года представитель Русской Православной Церкви в Таиланде игумен Олег (Черепанин) посетил о. Пхукет, где встретился с прихожанами. В связи с получением от властей Свидетельства о собственности на землю и разрешении на строительство храма состоялся обстоятельный разговор о необходимости начала строительных работ и устроения богослужебной жизни прихода. Была достигнута договоренность о том, что в январе 2009 года приходской совет проведёт экспертизу почвы, проработает проект подведения коммуникаций и начнет надсыпку земли на участке, чтобы предохранить его от затапливания в период сезонных тропических дождей. Для скорейшего начала регулярных богослужений на Пхукете принято решение рассмотреть возможность устройства временного деревянного храма, параллельно начав возведение постоянного.
22 января 2009 года в связи с началом подготовительных работ и возникших в связи с этим рядом вопросов, Председатель Комитета Фонда Православной Церкви в Таиланде диакон Даниил Ванна посетил строительную площадку и ознакомился с ситуацией. Строительная площадка к тому моменту была полностью разровнена, вырыта скважина для воды, началась подсыпка грунта. В связи с высокой стоимостью данного вида работ из более чем 4000 квадратных метров площади участка подсыпано только лишь 100 квадратных метров. Комитет Фонда просил Представителя Русской Православной Церкви в Таиланде игумена Олега обратиться к Приходскому Совету Свято-Троицкого прихода Пхукета и православной пастве в Таиланде с просьбой об увеличении пожертвований на эти цели.
26 января 2009 года в ответ на просьбу Приходского совета игумен Олег (Черепанин) обратился к православной пастве Таиланда с просьбой о материальной поддержке строительных работ:

Существует острая нужда в денежных средствах для завершения объёма земельных работ на участке где будет строиться храм во имя Св. Животворящей Троицы на Пхукете. Те из вас, которые когда-либо были связаны со строительством знают насколько важным является первоначальный этап работ. Тем более это актуально для Таиланда ввиду сезона проливных тропических дождей. Для того, чтобы избежать затапливания территории, где расположен храм, было принято решение поднять уровень земли более чем на 1 м. Для территории размером более чем 4,200 м². это огромный объём работ. Дефицит средств в настоящее время составляет 1,250,000 ТНВ. Проблема усугубляется тем, что эти работы нельзя отложить. Несмотря на финансовый кризис, на материальные сложности, возникшие у многих их вас, я смиренно прошу Вас откликнуться на просьбу пхукетского прихода и оказать все возможное содействие для успешного завершения работ.

4 марта 2009 года завершились подготовительные работы по насыпке песка более, чем на 1 метр, и подводка коммуникаций. Таким образом, окончен первый этап строительства храма.
23 мая 2009 года на расширенном заседании Комитета Православной Церкви в Таиланде обсуждалось на возведение какого из двух строящихся храмов (в Паттае или на Пхукете) направить основные средства из фонда Фонда Православной Церкви в Таиланде так как не было достаточно средств для одновременного полноценного финансирования обеих строек. Было принято решение считать приоритетным строительство храма в Паттайе, но направить в командировку на Пхукет сроком 1 месяц Председателя комитета Фонда Православной Церкви в Таиланде диакона Даниила Ванна, освободив его на это время от богослужебных обязанностей по Николаевскому храму в Бангкоке, с поручением организовать и возглавить работы по установлению бетонной опалубки по всему периметру церковного участка для предохранения размывания насыпного грунта в сезон тропических дождей. На эти цели выделялось до 200,000 таиландских бат.
Диакон Даниил, прибыв на место со своей супругой Еленой, за короткий срок сумел организовать русскоязычных прихожан, а также местных жителей и в течение нескольких недель устроить бетонную опалубку вокруг церковного участка земли, предотвратив тем самым смывание надсыпанного грунта, начавшееся в результате сильных тропических дождей. По словам Елены: «Приехали в самый разгар проливных дождей. На первое время сняли комнату в соседней деревне, закупили необходимые строительные материалы, наняли рабочих и начали строительство. Пока рабочие под проливным дождем начали строить опалубку, мы сооружали времянку из шифера, чтобы ночевать на месте и не оставлять без присмотра стройматериалы. Как только закончили строить нашу избушку, дождь закончился, и наступила страшная жара. С утра до вечера шла стройка, мне тоже пришлось научиться класть кирпичи и принимать участие в других работах. А ночью все расходились, и мы оставались одни в кромешной темноте — ведь электричество в этом месте ещё не проведено, земля находится фактически в лесу. Было, конечно, страшновато».
Местные прихожане активно откликнулись на энтузиазм диакона Даниила и за несколько дней собрали пожертвования на сумму 140.000 таиландских бат, что позволило диакону Даниилу нанять в помощь рабочую бригаду. Рабочие-тайцы, видя, что Даниил вынужден часто ночевать на строительном участке под открытым небом, в свободное от работы время безвозмездно в течение нескольких дней построили там же для него временное жильё. Работа проходила в тяжелых условиях, так как Церковь не имела возможности заплатить 1,000,000 бат, которые потребовала строительная компания.
7 июня 2009 года в престольный праздник Троицкого прихода диакон Даниил совершил богослужение мирским чином.
28 июня 2009 года возведение опалубки было окончено, в связи с чем игумен Олег (Черепанин) от имени православной паствы в Таиланде объявил сердечную благодарность диакону Даниилу (Данаю) Ванна и его супруге Елене за самоотверженные труды, в ходе которых было потрачено только 200,000 бат вместо 1,000,000 бат, которые потребовала строительная компания.
1 августа 2009 года иерей Даниил Ванна совершил свою первую после рукоположения в пресвитерский сан пастырскую поездку на Пхукет окрестил троих человек, а также совершил другие необходимые требы по просьбам местных прихожан.
20 сентября 2009 года была совершена закладка фундамента храма, проектные размеры которого составили более 20 метров в ширину и длину, а высота — более 21 метра.
14 октября 2009 года игумен Олег (Черепанин) посетил Троицкий приход, где ознакомился с ходом строительных работ, провёл совещание с приходским советом местной православной общины, а также встретился со многими прихожанами. Было отмечено, что задержка контрактных сроков вызвана объективными причинами — ежедневными тропическими дождями. Кроме того, игумен Олег провёл переговоры с администрацией провинции Пхукет, где были рассмотрены административно-организационные вопросы празднования 10-летия Православия в Таиланде на острове Пхукет. Была подтверждена дата празднования на Пхукете — 21 декабря 2009 года
1 ноября 2009 года комитета Фонда Православной Церкви в Таиланде на своём очередном заседании списан ранее выделенный кредит в 2.000.000 бат в виду того, что Троицкий храм является самым большим православным храмом, планируемым к строительству в Таиланде и в виду сложного экономического положения прихода. В выделении дополнительных средств со счетов Фонда на строительство храма на Пхукете было отказано.
21 декабря 2009 года председатель Отдела внешних церковных связей Московского патриархата архиепископ Волоколамский Иларион (Алфеев), находившийся в Таиланде во главе официальной делегации Русской Православной Церкви в связи с празднованием 10-летия Православия в Таиланде, совершил чин закладки Троицкого храма на Пхукете. В богослужении приняли участие представитель Русской Православной Церкви в Таиланде архимандрит Олег (Черепанин), настоятель храма во имя святых апостолов Петра и Павла в Гонконге протоиерей Дионисий Поздняев, клирик Свято-Николаевского прихода в Бангкоке священник Даниил Ванна, помощник председателя ОВЦС протодиакон Владимир Назаркин. На торжестве присутствовали вице-губернатор провинции Пхукет Смит Палаватвичай, мэр города Пхукет Суратин Леаунудом и другие представители региональной и муниципальной власти Пхукета.
27 февраля 2010 года состоялась сдача электролинии длиной около 1,5 км к строящемуся храму в соответствии с контрактом между Фондом Православной Церкви в Таиланде и электроснабжающей государственной компанией Пхукета (Electric Province Authority of Phuket). Несмотря на то, что компания излишне долго проводила соответствующие работы, качество самих работ признано высоким.
25 марта 2010 года Комитет Фонда Православной Церкви в Таиланде, рассмотрев обращение Приходского совета Троицкого храма Пхукета о готовности к продолжению строительных работ по возведению кирпичных стен храма, оценённых в сумму 1 200 000 таиландских бат, которые возобновлялись с 16 апреля 2010 года, принял решение поддержать ходатайство Приходского совета Троицкого храма Пхукета и поручить Председателю Комитета Фонда Православной Церкви в Таиланде иерею Даниилу Ванна подписать соответствующий контракт на проведение очередного этапа строительных работ.
26 мая 2010 года на очередном заседании Комитет Фонда Православной Церкви в Таиланде Председатель Комитета Фонда иерей Даниил (Данай) Ванна сообщил о крайне низких пожертвованиях со стороны прихожан Троицкого прихода на Пхукете. К тому времени было завершено строительство несущих конструкций стен.
14 июля 2010 года очередное заседание Комитета Фонда Православной Церкви в Таиланде было посвящено рассмотрению хода строительства Троицкого храма на Пхукете. С удовлетворением было отмечено, что, несмотря на финансовый кризис, работы по возведению храма в честь Святой Животворящей Троицы не были остановлены. К тому моменты было завершено более 50 % общестроительных работ. Строительной компании было предписано устранить ранее выявленные группой прихожан технические недочёты в работе. Было принято решение профинансировать следующий этап строительства Троицкого храма из средств фонда Православной Церкви в Таиланде на сумму 1.000.000 таиландских бат, а также обратить внимание православных верующих, проживающих на Пхукете на необходимость более активного участия в сборе средств на возведение Троицкого храма.
19 октября 2010 года совместно с Комитетом фонда Православной Церкви в Таиланде констатировал, что возведение храма отстаёт от графика более, чем на месяц, ввиду аномальных погодных условий — непрекращающихся тропических ливней и шквального ветра, в связи с чем 27 октября архимандрит Олег (Черепанин) в сопровождении своего помощника Владимира Бунтилова посетил стройку, внёс некоторые незначительные коррективы в первоначальный проект и поручил Владимиру Бунтилову подготовить эскиз внутреннего интерьера храма, обратив особенное внимание на устройство иконостаса.
5 марта 2011 года архимандрит Олег (Черепанин) посетил с рабочей поездкой остров Пхукет и совершил освящение купола, покрытого сусальным золотом накануне, и присутствовал на водружении купола на храм.
К ноябрю 2011 года завершались внутренние работы по храму и началось строительство церковного дома при храме. Богослужения в храме планировалось начать с 18 декабря того же года.
15 ноября 2011 года иерей Данай (Даниил) Ванна посетил с рабочим визитом Пхукет, где встретился с представителями администрации округа Таланг. По итогам встречи администрация округа зарегистрировала здания храма и приходского дома в собственность Православной Церкви в Таиланде, передав иерею Данаю (Даниилу) соответствующие документы и присвоив церковным строениям почтовый адрес.

### Начало богослужений и дальнейшие работы
19 декабря 2011 года состоялось открытие новопостроенного храма высотой более 25 метров, а длиной и шириной в 21 метр. Первую Божественную Литургию, а накануне Всенощное бдение в храме совершил Представитель Русской Православной Церкви в Таиланде архимандрит Олег (Черепанин) в сослужении иерея Даная (Даниила) Ванна и иеродиакона Серафима (Райча). За богослужениями пел сборный хор Всех-Святского храма Паттайи и студентов православных учебных заведений России, проходящих практику в Таиланде. Персонально у храма не было настоятеля.
9 февраля 2012 года руководитель Управления по зарубежным учреждениям Русской православной церкви архиепископ Егорьевский Марк (Головков) совершил чин великого освящения Троицкой церкви. После Божественной Литургии он возложил медаль преподобной Евфросинии Московской старосте прихода — Марии Батуре, которой она награждена Патриархом Кириллом за труды по возведению храма.
Вскоре возле храма был построен дом для священника. 1 марта 2012 года Приёмная комиссия Фонда Православной Церкви в Таиланде во главе с иереем Данаем (Даниилом) Ванна приняла дом в эксплуатацию, отметив хорошее качество строительных и отделочных работ.
3 марта 2012 года начались работы по росписи Троицкого храма. Возглавить роспись храма поручено Роману Бычкову, иконописцу Всех-Святского храма в Паттайе, имеющему разрешение на работу в Православной Церкви в Таиланде от государственных властей страны.
22 июля 2012 года архимандрит Олег (Черепанин) совершил освящение часовни в честь Святителя и Чудотворца Николая, в которой устроен баптистерий для крещения взрослых и совершил в новом баптистерии первое таинство крещения.
11 августа 2012 года состоялся субботник по озеленению и благоустройству территории храма, в котором приняли участие как штатные сотрудники храма, так и соотечественники, проживавшие на острове.
9 сентября 2012 года архимандрит Олег (Черепанин) в храме Святой Живоначальной Троицы представил пастве нового священнослужителя храма иерея Алексея Головина, который на трёхмесячный испытательный срок был назначен и. о. настоятеля Троицкого храма на Пхукете и ответственным за духовное окормление православных верующих в Камбодже.
1 ноября 2012 года при храме начался курс огласительных бесед для двух тайских семей, проявивших большой интерес к православной вере, а 4 ноября того же года при храме начала действовать Воскресная школа.
7 января 2013 года на рождество храм посетили более 200 человек. Как отметил архимандрит Олег (Черепанин), подводя итоги празднования в Таиланде Рождества Христова: «Отрадно, что лишь год назад открытый храм, освященный в феврале 2012 года архиепископом Егорьевским Марком <…> занял достойное и важное место в жизни русскоязычной общины острова. Очевидная заслуга в этом и недавно назначенного к Троицкому храму молодого священника из Томска иерея Алексея Головина и всех церковных сотрудников храма».
8 февраля 2014 года архиепископ Егорьевский Марк (Головков) совершил Литургию и молебен в Троицком храме и освятил новую звонницу храма.
17 февраля 2015 года архимандрит Олег (Черепанин) в сослужении и. о. настоятеля Троицкого храма священника Романа Бычкова и игумена Павла (Хохлова) совершил Чин закладки Православного Духовного Училища рядом с Троицким храмом.
28 июля 2015 года в Троицком храме прошли основные торжества в Таланде по случаю 1000-летия преставления равноапостольного великого князя Владимира. Участниками торжеств были, служившие на тот момент в Тайданлде и Камбодже: архимандрит Олег (Черепанин), протоиерей Данай (Даниил) Ванна, иерей Алексей Головин, иерей Роман Бычков, иерей Дмитрий Савенков, иеромонах Серафим (Васильев), Иерей Андрей Иващенко, иеромонах Александр (Ващенко), иерей Сергей Шапкин, и. о. настоятеля Сергиевского храма о. Чанг, иеромонах Паисий (Ипате).
В середине мая 2016 года строительство православного духовного училища с учебным храмом было полностью завершено. 5 сентября прибывшие в Училище студенты уже приступили к занятиям. Кроме того, руководитель Духовного училища иеромонах Паисий (Ипате) разрешил использовать две учебных аудитории духовного училища в воскресные дни под нужды воскресной школы и участвовать в занятиях своим студентам.